# Hadiss the Vaulted
Hadiss the Vaulted a Csillagok háborúja elképzelt univerzumának egyik szereplője.

## Leírása
Hadiss the Vaulted a geonosisi fajba és a Stalgasin-bolyba tartozó férfi főherceg, Kisebb Poggle főherceg elődje volt. Haja vagy egyéb szőrzete nincs. Szemszíne sárga. Y. e. 31-ben Kisebb Poggle kivégeztette.

## Élete
Hadiss a Stalgasin-bolynak és ezzel egyben a Geonosis nevű bolygónak is a főhercege lett jóval a nabooi konfliktus előtt. Kiváló fizikai és mentális harcos volt. A bajokat mindig háborúval intézte el. A gyilkosokat és egyéb, a társadalomba nem illő személyeket az arénákban végeztette ki; de ha ezek közül mégis túlélte valamelyik, akkor erre egy felidegesített acklayt uszított rá.
A klónháborúk előtti években a geonosisi társadalom kis része, köztük Poggle is, nem volt megelégedve Hadiss the Vaulted vezetésével, emiatt forradalmat indítottak ellene, először sikertelenül. Közben titokban Darth Sidious Sith Nagyúr támogatta Poggle forradalmát, aki a sith segítségével legyőzte Hadisst és átvette a hatalmat a Geonosis legfőbb bolyán, a Stalgasin-bolyon. Hadiss the Vaulted-ot egy acklay ölte meg. Állítólag Hadiss maradványai díszítik Kisebb Poggle sétabotját.

## Megjelenése a filmekben
Ha igaz, hogy Hadiss the Vaulted csontmaradványai díszítik Kisebb Poggle sétabotját, akkor ezt a geonosisit két „Csillagok háborúja” filmben is láthatjuk: „A klónok támadása” és „A Sith-ek bosszúja” címűekben. Továbbá a „Star Wars: A klónok háborúja” című televíziós sorozat néhány részében is láthatjuk, például: a második évad 7. „Rémuralom” (Legacy of Terror) és 8. „Az élősködők” (Brain Invaders) részeiben.

## Fordítás
- Ez a szócikk részben vagy egészben a Hadiss the Vaulted című Wookieepedia-szócikk fordítása. Az eredeti cikk szerkesztőit annak laptörténete sorolja fel.